# Road to… (Гриффины)

Брайан, Морт и Стьюи бегут от нацистов в эпизоде Road to Germany

Road to… (произносится [ɹəʊd tu:], «Дорога к…» или «Дорога на…»; также известна как Family Guy Road shows) — серия эпизодов анимационного сериала «Гриффины», пародирующих семь кинокомедий «Дорога на…», которые выходили в прокат с 1940 по 1962 год с Бингом Кросби, Бобом Хоупом и Дороти Ламур в главных ролях. В этих эпизодах главными персонажами являются говорящий малыш Стьюи Гриффин и его антропоморфный пёс Брайан, которые обычно попадают в иностранные государства, в научно-фантастические или сверхъестественные места, расположенные очень далеко от их места проживания в Куахоге, Род-Айленд. Первый эпизод, называющийся Road to Rhode Island, был показан 30 мая 2000 года как часть второго сезона сериала. За 23 сезона «Гриффинов» уже вышло восемь эпизодов, что превышает число оригинальных фильмов.
Эпизоды Road to… содержат некоторые характерные для них черты, такие как большие музыкальные номера, схожие с номерами из оригинальных фильмов, и пародии на научно-фантастические и фэнтезийные фильмы. Некоторые эпизоды популярны среди телевизионных критиков и были номинированы на награды в различных категориях. В 2000 году эпизод Road to Rhode Island был номинирован на Прайм-тайм премию «Эмми» в категории «Лучшее анимационное шоу (для шоу менее одного часа)». В 2009 году Road to Germany совместно с двумя другими эпизодами седьмого сезона были номинированы на Прайм-тайм премию «Эмми» в категории «Лучший комедийный сериал». Впервые за 48 лет в этой категории номинировался анимационный сериал.

## Эпизоды
| # | №   | Название                 | Режиссёр      | Автор сценария            | Дата показа           | Прод. код     |
| 1 | 20  | «Road to Rhode Island»   | Дэн Повенмайр | Гэри Джанетти             | 30 мая 2000 года      | 2ACX12        |
| 2 | 48  | «Road to Europe»         | Дэн Повенмайр | Даниель Палладино         | 7 февраля 2002 года   | 3ACX13        |
| 3 | 89  | «Road to Rupert»         | Дэн Повенмайр | Патрик Мейган             | 28 января 2007        | 5ACX04        |
| 4 | 113 | «Road to Germany»        | Грэг Колтон   | Патрик Мейган             | 19 октября 2008 года  | 6ACX08        |
| 5 | 127 | «Road to the Multiverse» | Грэг Колтон   | Уэлсли Уайлд              | 27 сентября 2009 года | 7ACX06        |
| 6 | 154 | «Road to the North Pole» | Грэг Колтон   | Дэнни Смит и Крис Шеридан | 12 декабря 2010 года  | 8ACX08/8ACX09 |
| 7 | 208 | «Roads to Vegas»         | Грэг Колтон   | Стив Каллаган             | 19 мая 2013 года      | 11ACX21       |
| 8 | 269 | «Road to India»          | Грэг Колтон   | Дэнни Смит                | 22 мая 2016 года      | DACX18        |

## Особенности

### Концепция и анимация

«Диснеевские» версии (слева на право) Брайана, Питера, Стьюи и Куагмира в эпизоде «Road to the Multiverse»

Эпизоды Road to типично состоят из трёх сюжетных частей. Первая часть — это становление какого- либо конфликта, который Стьюи и Брайану необходимо преодолеть, покинув их родной Куахог и остальную семью Гриффинов: возвращение Брайана к своей матери в эпизоде «Road to Rhode Island», поиски пропавшего плюшевого медвежонка Стьюи в «Road to Rupert», спасение куахогского фармацевта Морта Голдмана в «Road to Germany» и т. д. Во второй части Стьюи и Брайан вынуждены следовать в какой-либо пункт назначения, меняющийся в каждом эпизоде: Великобритания в «Road to Europe», Аспен, штат Колорадо в «Road to Rupert», Северный Полюс в «Road to the North Pole» и т. д. В третьей и последней сюжетной части Брайан и Стьюи возвращаются домой в Куахог.
Эпизод «Road to the Multiverse», где Брайан и Стьюи путешествуют по вымышленным вселенным, был выполнен в различных анимационных техниках. Так, например, были использованы некоторые особенности анимации Disney (на илл.), анимационных сериалов «Робоцып» и «Флинтстоуны».

### Основные персонажи

#### Брайан Гриффин
Брайан — антропоморфный белошёрстный пёс. Он может разговарить, ходить на задних лапах (используя передние лапы в качестве рук), имеет на всё собственное мнение и зачастую ведёт себя более рационально в отличие от других персонажей сериала. Он домашняя собака и друг семьи Гриффинов. Брайан алкозависимый, а также нередко употребляет наркотики. Брайан — безработный, но увлекается написанием романа, различных сценариев и эссе. В эпизоде «420» он, наконец, публикует свой роман «Выше скорости любви» (англ. Faster Than the Speed of Love), но из всего тиража не было продано ни одной копии. Сериал «Гриффины» использует приём плавающего времени, поэтому трудно определить реальный возраст Брайана. Брайан любит оперу и джаз, обладает ораторскими способностями и имеет либеральные политические воззрения. Несмотря на подавляющее количество человеческих качеств он имеет несколько реальных «собачьих» признаков: гоняется за мячом, боится пылесоса и не может снять бумажный пакет с головы.

#### Стьюи Гриффин
Стьюи — годовалый малыш-вундеркинд со сложным устройством психики и противоречивой сексуальной ориентацией. Он способен говорить абсолютно свободно и даже приводить различные отсылки к поп-культуре, задолго предшествующей его рождению. Стьюи разговаривает со своим плюшевым медвежонком Рупертом, как с живым, и в раниих эпизодах вынашивал маниакальную мечту матереубийства. Научные и практические знания Стьюи в области науки и машиностроения находятся на уровне научной фантастики. В различных эпизодах он конструировал передовой истребитель, устройство для контроля сознания, механизмы для телепортации и управления погодой, машину времени, Транспортёр из сериала «Звёздный путь» и т. д. Часто Стьюи занимается насильственными или преступными деяниями, в том числе грабежи, владение огнестрельным оружием, угон автомобиля, гангстер-ростовщичество, подлог и многочисленные убийства второстепенных персонажей. Стьюи — агрессивный социопат от природы, но явно имеет и мягкую сторону, которая помимо прочего раскрывается в эпизодах Road to.

## Создание
Эпизоды Road to пародируют семь кинокомедий «Дорога на…», выходивших в прокат между 1940 и 1962 годами с Бингом Кросби, Бобом Хоупом и Дороти Ламур в главных ролях. Создатель и исполнительный продюсер «Гриффинов» Сет Макфарлейн загорелся идеей создания эпизодов будучи поклонником оригинальных фильмов.
Первый эпизод Road to, названный «Road to Rhode Island», вышел на телеэкраны в 2000 году как часть второго сезона «Гриффинов», в котором по сюжету Брайан и Стьюи предпринимают попытку найти мать Брайана. Это был первый эпизод «Гриффинов», где в качестве режиссёра выступил Дэн Повенмайр. Сценарий написал Гэри Джанетти, который является автором первых двух сезонов мультсериала. Макфарлейн предоставил Повенмайру настоящую свободу творчества, сказав: «Дай мне несколько визуальных гэгов. Делай всё, что тебе захочется. Я доверяю тебе». Повенмайр хвалил манеру руководства Макфарлейна, сказав, что тот позволил ему «веселиться».

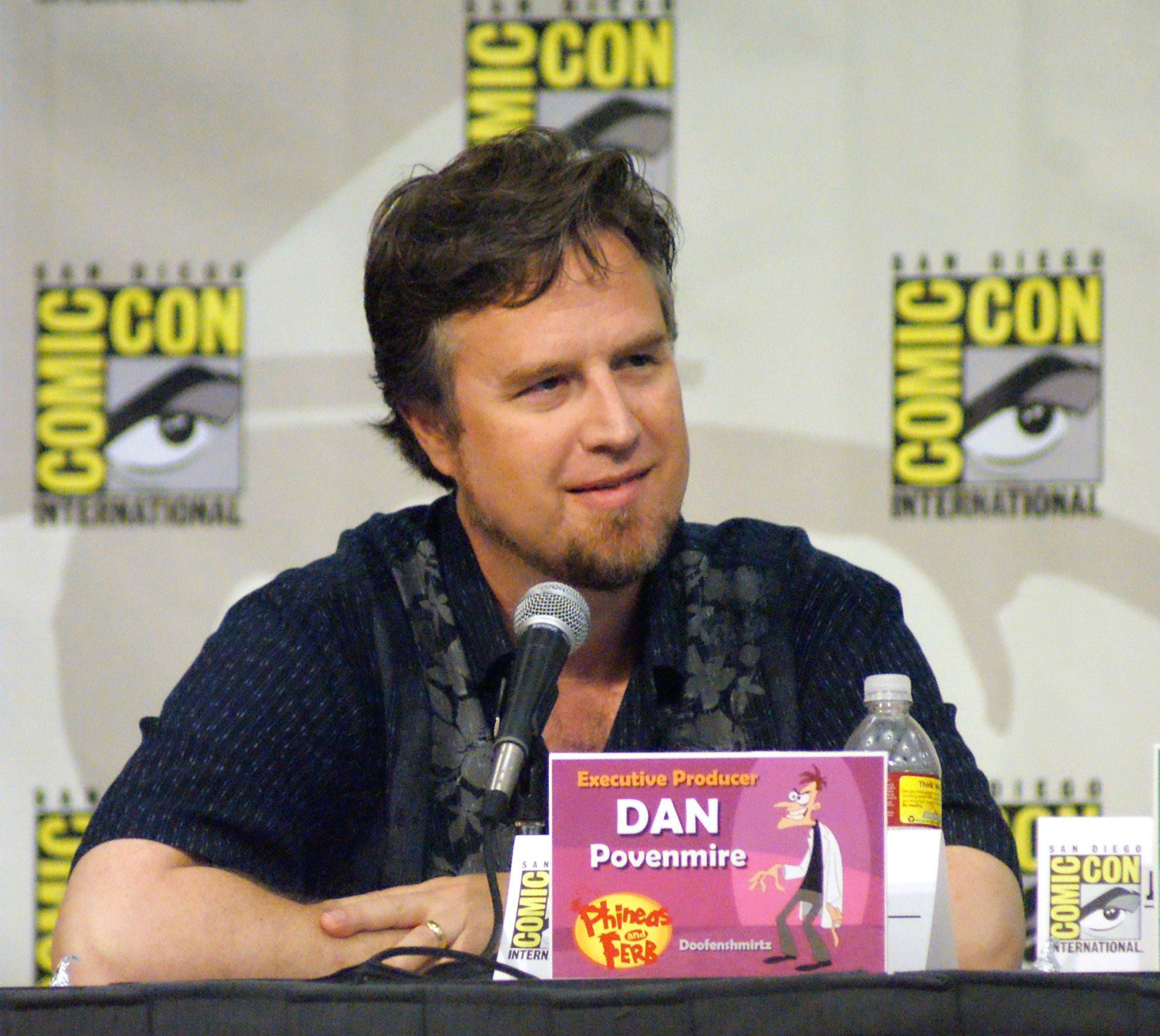
Дэн Повенмайр был режиссёром эпизодов Road to до тех пор, пока не занялся созданием собственного сериала

После успеха первого эпизода, включая его номинацию на Прайм-тайм премию «Эмми», второй эпизод серии Road to вышел в третьем сезоне под названием «Road to Europe». Эпизод был вдохновлён фильмом 1941 года «Дорога в Марокко», включая его музыкальный номер «(We’re off on the) Road to Morocco», который был ранее спародирован Стьюи и Брайаном ещё в «Road to Rhode Island». Повенмайр вернулся к режиссированию этого эпизода, но сценарий в этот раз был написан Дэниелем Палладино, который являлся приглашённым сценаристом.
Третий эпизод в серии Road to вышел в пятом сезоне под названием «Road to Rupert», где по сюжету Стьюи пытается вернуть своего плюшевого медвежонка, Руперта, который находится в Аспене, штат Колорадо. Эпизод был последним из серии Road to, в режиссёрском кресле которого сидел Дэн Повенмайр. Он покинул «Гриффинов» вскоре после окончания работы над пятым сезоном ради создания своего собственного мультсериала под названием «Финес и Ферб», который был номинирован на шесть премий «Эмми», и даже выиграл одну из них. Сценарий к «Road to Rupert» написал Патрик Мейган, который ранее написал эпизод четвёртого сезона «8 Simple Rules for Buying My Teenage Daughter».

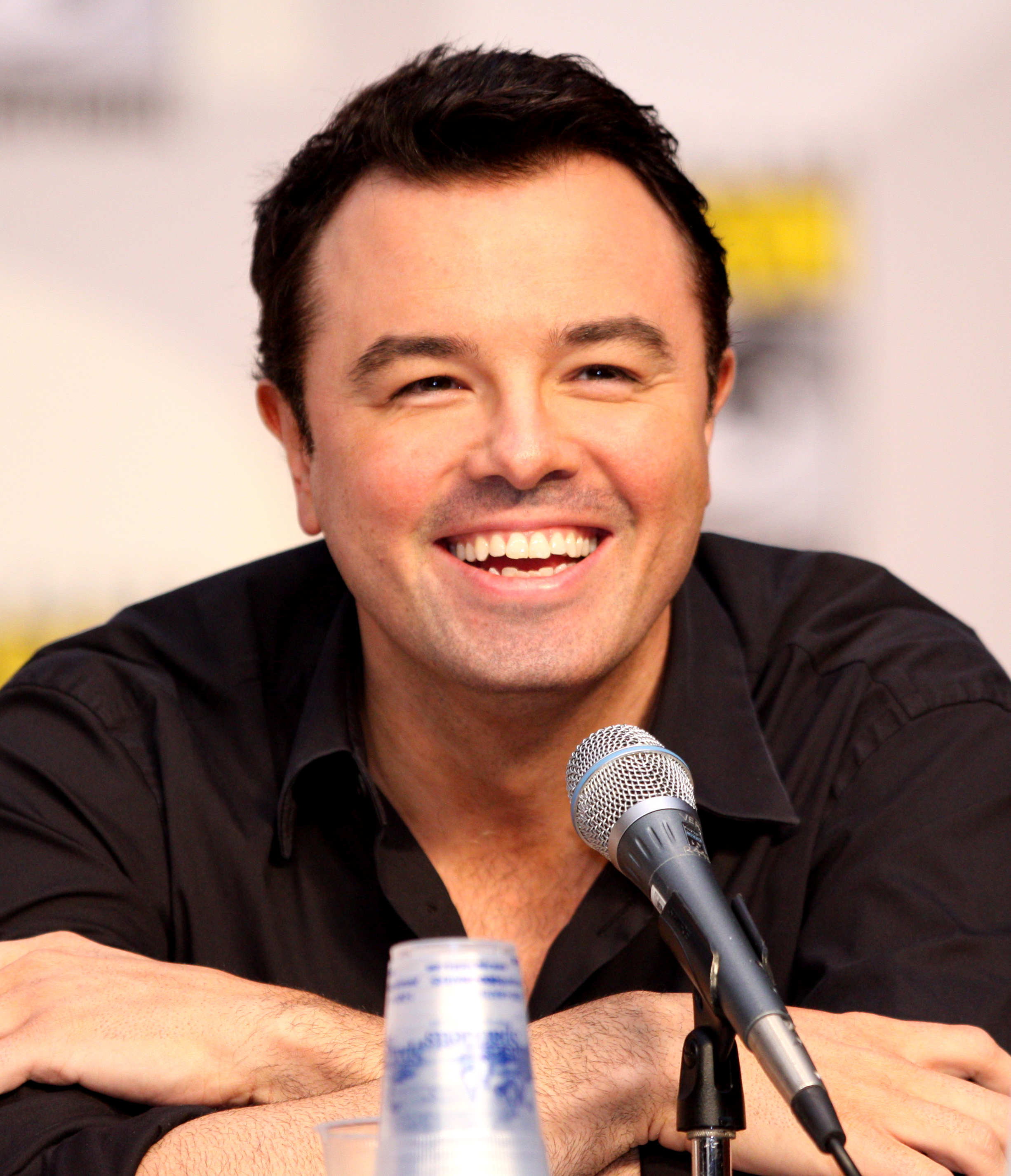
Создатель и исполнительный продюсер «Гриффинов» Сет Макфарлейн

После ухода Повенмайра Грэг Колтон, который работал над созданием эпизодов «Brian Goes Back to College», «No Meals on Wheels» и «8 simple Rules for Buying My Teenage Daughter», взял на себя роль режиссёра эпизодов Road to. Следующим эпизодом стал «Road to Germany», где по сюжету Брайан и Стьюи путешествуют назад во времени, чтобы спасти своего соседа, куахогского фармацевта, Морта Голдмана из оккупированной нацистами Польши. Эпизод появился в седьмом сезоне 19 октября 2008 года. Сценаристом эпизода вновь выступил Патрик Мейган. После прочтения сценария исполнительный продюсер, еврей по происхождению, Дэвид Гудмэн сказал: «Меня выгонят с работы».
О следующем эпизоде Road to было объявлено на мероприятии 2008 San Diego Comic-Con International в Сан-Диего, штат Калифорния, 25 июля 2008 года. Он был назван «Road to the Multiverse» и являлся эпизодом восьмого сезона. Изначально эпизод не планировался как часть серии Road to, назывался «Slider» («Скользящий») и являлся пародией на телевизионный научно-фантастический сериал «Скользящие». Но Грэг Колтон, Сэт Макфарлейн и режиссёр эпизода «Spies Reminiscent of Us» Синди Тэнг решили сменить его название. Интересно, что до этого «дорожным» эпизодом сезона должен был стать «Spies Reminiscent of Us». Сценарий к «Road to the Multiverse» написал Уэллслей Уайлд, который написал эпизод «PTV».
О шестом эпизоде серии Road to было объявлено на мероприятии 2010 San Diego Comic-Con International. Эпизод является частью девятого сезона «Гриффинов» и называется «Road to the North Pole», где по сюжету Брайан и Стьюи отправляются на Северный полюс. Эпизод был первым из серии Road to показанный в высоком разрешении и первым длившимся целый час. Режиссёром выступил Грэг Колтон.

## Критика
«Когда Брайан и Стьюи вместе отправляются в дорожное приключение, результат обычно выходит смешной. Этот первый эпизод Road to является идеальным примером как два этих великолепных персонажа могут взаимодействовать в паре. Мы узнаём о происхождении Брайана, а также наблюдаем медленную трансформацию Стьюи от злого гения до безнадёжного гомосексуала, которого мы привыкли видеть в последних эпизодах».
Эпизоды Road to зачастую являются одними из наиболее одобряемых критиками эпизодов всего сериала. В 2009 году эпизод «Road to Rhode Island» заполучил самую высокую оценку на сайте IGN. Критик с сайта Ахсан Хак хвалил эпизод за его «великолепный сценарий, смешные шутки, захватывающую музыку и сюжет, который и смешной, и в то же время трогательный». В следующем обзоре от IGN на «Road to Germany» Хак вновь удостоил эпизод высочайшей оценки за его «возбуждающий интерес сюжет и обидно-смешной юмор». Эпизод «Road to the Multiverse» также был очень позитивно воспринят телевизионными критиками, которые назвали его «лучшим из ранних эпизодов сериала, которые мы видели». Вдобавок «Road to the Multiverse» оказался самым высоко оценённым эпизодом всего восьмого сезона.
Характерное для всех эпизодов Road to непростое взаимодействие Брайана и Стьюи снискало многочисленную похвалу критиков. По мнению сайта IGN, когда Стьюи и Брайан работают напару, это всегда смешно. Также сайт отмечает, что подобные серии восхитительны и помогают более глубоко узнать Брайана и увидеть трансформацию характера Стьюи. Критик с сайта TV Squad, Брэтт Лов, заявил, что наслаждается просмотром таких эпизодов, а особое удовольствие ему приносят те части, где раскрываются отношения Стью и Брайана. Также IGN и TV Squad положительно отозвались о взаимодействии персонажей в эпизодах «Road to Germany», «Road to Rupert» и «Road to Rhode Island».
Несмотря на собранное эпизодами количество положительных отзывов есть критики, написавшие негативные рецензии. Алекс Роча из журнала TV Guide в своём обзоре на «Road to Germany» писа́л: «Кажется, будто шоу несколько подалось назад. После замечательных эпизодов, вышедших за последние несколько недель, мы стали свидетелями иного, среднего, даже низкого уровня эпизода». Бретт Лов из TV Squad, хоть и хвалил «Road to Rupert», констатировал, что ему не понравился сюжет эпизода.
Группа интересов Parents Television Council (PTC), частый критик «Гриффинов», в своей негативной рецензии сравнила «Road to the Multiverse» с эпизодом «Family Goy», так как в обоих присутствуют сцены насилия над персонажем-евреем, Мортом Голдманом. Но при всём этом PTC не назвала эпизод «Худшим ТВ-шоу недели» (англ. Worst TV Show of the Week). Позже такое звание получил эпизод «Road to the North Pole» за сексуально-детализированный юмор в начале эпизода и сцены насилия, когда Стьюи, пробравшись с Брайаном в чужой дом как взломщики, избивает домовладельца до смерти.

## Награды
В 2000 году эпизод «Road to Rhode Island» был номинирован на Прайм-тайм премию «Эмми» в категории «Лучшее анимационное шоу (для шоу менее одного часа)», но в конце концов проиграл эпизоду «Behind the Laughter» анимационного сериала «Симпсоны». В 2009 году «Road to Germany» совместно с двумя другими эпизодами седьмого сезона были номинированы на Прайм-тайм премию «Эмми» в категории «Лучший комедийный сериал». Впервые за 48 лет в этой категории номинировался анимационный сериал. «Гриффины» проиграли сериалу «Студия 30» телеканала NBC, который побеждал в той же номинации в 2007 и 2008 годах.
Веб-сайт «IGN» составил десятку «Величайших приключений Стьюи и Брайна» (англ. «Stewie and Brian’s Greatest Adventures»), согласно которой некоторые из эпизодов Road to… занимают там первые пять мест: «Road to Europe» на пятом месте, «Road to Germany» на четвёртом, «Road to Rupert» на третьем, «Road to Multiverse» на втором и «Road to Rhode Island» на первом. Другие эпизоды, включённые в список: «Saving Private Brian», «Stuck Together, Torn Apart», «Movin' Out (Brian's Song)» и «Spies Reminiscent of Us».